# Basta Fidel
Basta Fidel – czeski zespół muzyczny grający muzykę ska z elementami jazzu oraz rocksteady. Powstał w 2004 roku z inicjatywy czterech członków rozwiązanej kilka miesięcy wcześniej grupy Fidel Castro. W 2006 ukazał się debiutancki album kapeli zatytułowany Plezír. Zawierająca m.in. przebojową kompozycję Bloody Mary płyta spotkała się z ciepłym przyjęciem w Czechach, czego efektem była m.in. nominacja w kategorii Najlepszy album reggae/ska do nagród czeskiej akademii muzycznej.

## Skład
- Marquet - śpiew
- Bibis - perkusja, chórki
- Péťa - gitara
- Fany - gitara
- Jiří - gitara basowa
- Martina - keyboard, chórki
- David - trąbka, chórki
- Dennis - saksofon tenorowy
- Henja - saksofon altowy, chórki
- Michal - saksofon tenorowy

### Gościnnie z zespołem występują
- Vítek - puzon
- Dan - instrumenty perkusyjne

## Albumy
- 2006 Plezír